# Otto Silber
Otto Silber (* 5. Märzjul. / 17. März 1893greg. in Kehtna, Gouvernement Estland; † 23. Dezember 1940 in Saue, Estnische SSR, Sowjetunion) war ein estnischer Fußballspieler. 1938 estnisierte er seinen Familiennamen in Sillapere.
Mit der Estnischen Nationalmannschaft spielte Silber im Jahr 1920 im allerersten Länderspiel der Republik Estland gegen eine Auswahl aus Finnland. Er nahm vier Jahre später an den Olympischen Sommerspielen teil.

## Karriere
Otto Silber wurde als drittes von vier Kindern von Mart Silber (1860–1932) und dessen Ehefrau Liiso (geb. Treimann) geboren. Silber nahm am Ersten Weltkrieg und am Estnischen Freiheitskrieg gegen Sowjetrussland teil. Zeitlebens blieb er dem estnischen Heimwehrverband Kaitseliit verbunden. Er erhielt für seine Verdienste um die Verteidigung der Republik Estland den Orden des Adlerkreuzes verliehen.
Silber fand früh zum Fußball. Er nahm am ersten offiziellen Fußballspiel der Tallinner Spitzenclubs JS Meteor und Merkur am 6. Juni 1909 teil. 1914 spielte er in der Tallinner Auswahl beim ersten internationalen Fußballturnier, an dem Estland teilnahm. Es fand in der livländischen Hauptstadt Riga statt.
Seine fußballerische Karriere führte ihn dann vom JS Meteor zum SK Tallinna Sport. Von 1920 bis 1925 spielte der Stopper beim Tallinna JK, den Silber mitgegründet hatte. 1920 nahm er am inoffiziellen estnischen Meisterschaftsendspiel teil, ein Jahr später am ersten offiziellen Meisterschaftsendspiel.
Im Oktober 1920 nahm Silber mit der Estnischen Nationalmannschaft als Mannschaftskapitän am ersten Länderspiel in der Geschichte der noch jungen Nation gegen Finnland teil.
Das letzte von insgesamt 20 Länderspielen absolvierte Silber im Juli 1926 im Stadion Agrykola von Warschau gegen Polen.
Der Höhepunkt seiner Karriere sollte aber der Einsatz bei den Olympischen Sommerspielen in Paris im Fußballwettbewerb sein, wo man allerdings in der Vorrunde gegen die USA ausschied.
Nach dem Ende seiner aktiven Sportlerkarriere wurde Silber Funktionär seines Vereins Tallinna JK und des Estnischen Fußballverbandes. Er wirkte auch als Fußballschiedsrichter. 1932 war er Mitautor eines estnischen Standardwerks über das Schiedsrichterwesen. 1924 vertrat Silber Estland beim FIFA-Kongress in Paris.

## Tod
Mit der sowjetischen Besetzung Estlands, die durch Terror und Massendeportationen gegen die estnische Bevölkerung gekennzeichnet war, wurde Silber im Dezember 1940 verhaftet und hingerichtet.
Otto Silber war der ältere Bruder des estnischen Fußballers, Sportfunktionärs und ersten estnischen FIFA-Schiedsrichters August Silber (1895–1942). Auch August wurde wie sein Bruder von den sowjetischen Besatzungsbehörden hingerichtet.